# Застава Порторика
Застава Порторика састоји се од пет водоравних црвених и белих линија, те плавим троуглом са белом звездом са леве стране.